# Tephrochlamys rufa
Tephrochlamys rufa är en tvåvingeart som först beskrevs av Macquart 1835.  Tephrochlamys rufa ingår i släktet Tephrochlamys och familjen myllflugor.
Artens utbredningsområde är Frankrike. Inga underarter finns listade i Catalogue of Life.